# Florence Anna Maunders
Florence Anna Maunders (Newbury, 1982) és una compositora, intèrpret, directora musical, escriptora, educadora i pedagoga britànica. És una persona transgènere.

## Carrera artística
Va iniciar-se en la composició durant l’adolescència i es va formar en aquesta disciplina al Royal Northern College of Music de Manchester, on va estudiar amb Anthony Gilbert, Adam Gorb, Simon Holt, Clark Rundell i Robin Walker. Després d’un període dedicat a la docència, la interpretació i la producció de música electrònica, va reprendre la composició l’any 2018. Va completar un màster a Birmingham i va començar un doctorat.
La seva trajectòria artística és diversa, amb activitat com a pianista de jazz, percussionista, vocalista i compositora. Ha compost per a cinema i mitjans audiovisuals, i sovint col·labora amb formacions i solistes internacionals. La seva música, que ha estat interpretada a Europa i els Estats Units, incorpora influències de la música electrònica de ball, el jazz, el cant antic i la música folklòrica del Pròxim Orient. També explora processos de transformació musical, com en la peça Harbingers of Change – Eight of Cups, creada amb el col·lectiu Harbingers Of Change. Ha treballat amb grups com Red Note Ensemble, Newbury Symphony Orchestra, el Cecilia Consort, PRISM Ensemble, GBSR Duo i el quartet Ligeti, entre d’altres. Ha rebut diversos encàrrecs i distincions per la seva obra.
L’any 2020, la Bromley Symphony Orchestra va programar la seva obra Bacchanal, influïda per la música electrònica de ball i la música folklòrica siriana, en el marc del seu centenari. Aquesta obra va ser escollida pels integrants de la mateixa orquestra com a «Orchestra's Choice», i l’esdeveniment va suposar la primera interpretació d’una compositora transgènere per part d’una orquestra britànica.

## Premis (selecció)
- Calefax Composers Competition, Audience Prize (2023)
- Mirari Brass Quintet Call For Scores (2022)
- BrookWright International Brass Composition Prize, finalista (2023)
- Khemia Ensemble Prize (2022)
- Royal Philharmonic Society Prize (2022)
- Uitgast Festival Prize (2022)
- LGBTViola Competition (2021)
- Diversity Initiative Call for Scores (2020)
- Brixworth International Composition Competition (2020)
- Women's Orchestra of Arizona Composition Prize (2020)
- Prix Annelie de Man, finalista (2020)
- Musica Prospettiva 2019-2020 - International Call for Scores, finalista
- Filipino American Symphony Orchestra Composition Competition, segon premi (2019)
- Royal Northern Symphonia Young Composers' Competition, segon premi (2018)
- Vienna "Sounds of Matter", segon premi (2018)

## Obra (selecció)
- Tree Songs, per a quartet de percussió d'instruments de fusta.
- Not Getting Out, per a quartet de corda.
- Either Everything Is Or Nothing Is, per a violoncel i piano.
- Desert Spaces, per a ensemble.
- Transmission I, per a sextet de vent metall.
- Fleeting Images, per a quintet de vent fusta.
- Badder Gyrations, per a orquestra simfònica.
- Nest/Mound, per a piano i percussió.
- Bacchanal, per a orquestra simfònica.
- Kraken II, per a banda i percussió.
- Breathelated Spirits, per a electrònica.
- ...and This Machine Was Their God, per a clarinet, violoncel i percussió.
- Symphonia Concertante, per a violoncel i orquestra.